# Neodiplotoxa
Neodiplotoxa là một chi ruồi trong họ Chloropidae.